# Sarre-Union
Sarre-Union (deutsch Saarunion, elsässisch Buckenum) ist eine französische Gemeinde im Département Bas-Rhin in der Region Grand Est (bis 2015 Elsass). Der Ort gehört zum Arrondissement Saverne und zum Kanton Ingwiller. Sarre-Union hat 2772 Einwohner (Stand 1. Januar 2021) auf 15,39 km² und ist die größte Gemeinde im Krummen Elsass. Die Stadt entstand 1794 durch Vereinigung der beiden Städte Bockenheim und Neu-Saarwerden (daher der Name Union).

## Lage
Sarre-Union liegt an der Saar, an der Bahnstrecke Berthelming–Sarreguemines und an der Autoroute A 4 von Paris über Metz (etwa 80 Kilometer) nach Straßburg (etwa 60 Kilometer). Saarbrücken ist etwa 35 Kilometer entfernt.

## Geschichte
Sarre-Union entstand 1794 durch Vereinigung der beiden Städte Bouquenom (rechts der Saar; deutsch Bockenheim) und Ville Neuve de Sarrewerden (links der Saar; deutsch Neu-Saarwerden). In der französischen Zeit war Sarre-Union Hauptort des Distrikt Sarre-Union. Zwischen 1871 und 1918 gehörte es nach der Niederlage Frankreichs im Deutsch-Französischen Krieg unter dem Namen Saarunion als Teil des Reichslandes Elsaß-Lothringen zum Deutschen Kaiserreich. Am 2. September 1915 wurde der Name von Ort und Bahnhof amtlich in Saar-Buckenheim geändert. Nach der Niederlage des Kaiserreichs im Ersten Weltkrieg wurde Elsass-Lothringen im Versailler Vertrag Frankreich zugesprochen; Saar-Buckenheim wurde wieder in Sarre-Union umbenannt. Während des Zweiten Weltkrieges wurde Sarre-Union wieder deutsch verwaltet, als es von Truppen der Wehrmacht des nun nationalsozialistischen Deutschen Reiches besetzt wurde und diese die Herrschaft über den Ort – nun wieder in Saar-Buckenheim umbenannt – und über das übrige Elsass-Lothringen übernahmen, auch wenn das Gebiet de jure nicht annektiert wurde; dies geschah auch bis Kriegsende nicht mehr. Die Synagoge von Sarre-Union wurde geplündert und bei der Befreiung durch Artilleriebeschuss beschädigt. Die meisten jüdischen Einwohner wurden nach Südfrankreich deportiert. Laut Yad Vashem wurden dreiundzwanzig namentlich bekannte ehemalige Einwohner Opfer der Endlösung. Noch 1944 fiel der Ort wieder an Frankreich und Saar-Buckenheim wurde wieder in Sarre-Union umbenannt.
Am 15. Februar 2015 geriet der Ort in die internationalen Schlagzeilen, nachdem auf dem jüdischen Friedhof Hunderte Gräber in einem Akt des Vandalismus beschädigt und mit Nazisymbolen beschmiert worden waren.
| Jahr      | 1962 | 1968 | 1975 | 1982 | 1990 | 1999 | 2006 | 2017 |
| --------- | ---- | ---- | ---- | ---- | ---- | ---- | ---- | ---- |
| Einwohner | 2645 | 2965 | 3130 | 3169 | 3159 | 3356 | 3185 | 2823 |

## Sehenswürdigkeiten

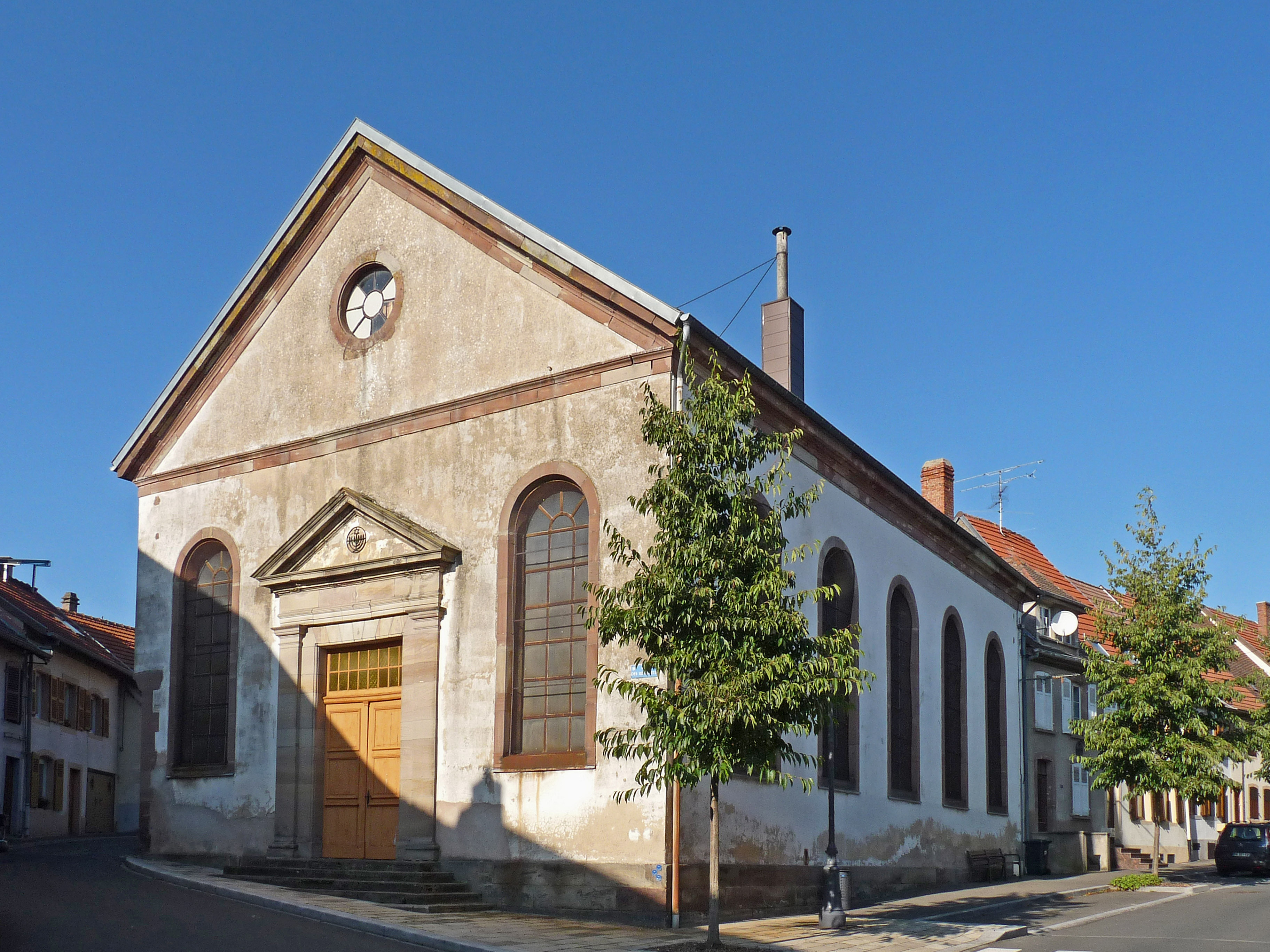
Synagoge in Sarre-Union, 2011

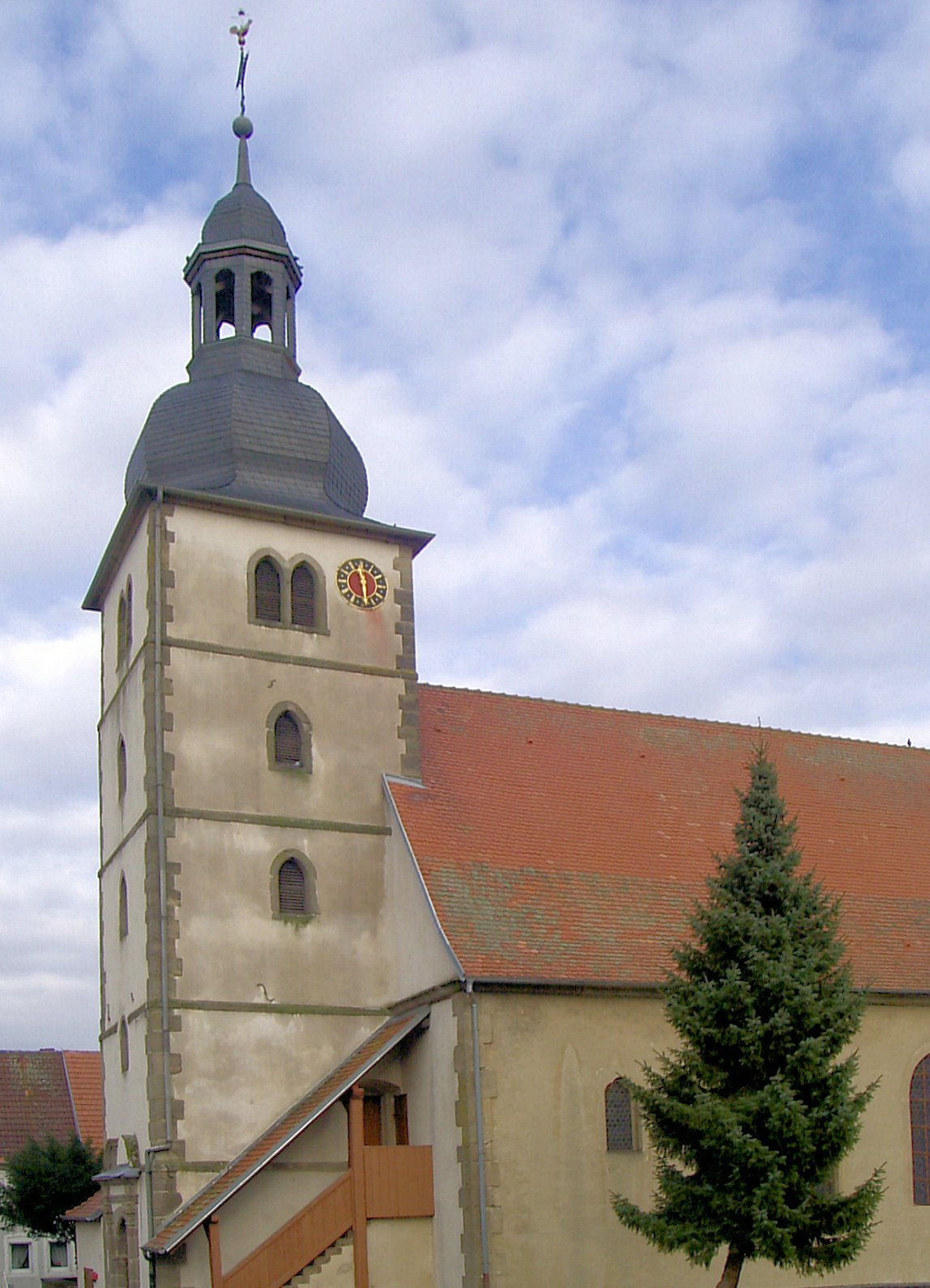
Lutherische Kirche im Ortsteil Ville Neuve (2008)

- Das Rathaus (Hôtel de ville) von 1684, restauriert 1773, ist als Monument historique eingetragen.
- Regionalmuseum des Krummen Elsass (Musée régional de l’Alsace Bossue)
- Lutherische Kirche im Ortsteil Ville Neuve aus dem 18. Jahrhundert
- (ehemalige) Reformierte Kirche, 1751 als Querkirche errichtet[6]
- Katholische Kapelle Saint-Louis des ehemaligen Jesuitenklosters aus dem 15. Jahrhundert in der Altstadt (erweitert/umgebaut im 16. und 18. Jahrhundert)
- Die restaurierte Synagoge der jüdischen Gemeinde von 1840 zählt zum architektonischen Erbe Frankreichs[7]
- Der jüdische Friedhof geht bis ins 18. Jahrhundert zurück und war einst einer der größten im Elsass.[8] Der Friedhof wurde in jüngerer Zeit mehrfach geschändet, so 1988, 2000 und 2001.[8] Im Februar 2015 wurden über 200 Grabsteine umgestoßen und zum Teil zerstört.[9][10] Aus diesem Grund besuchte Staatspräsident François Hollande am 17. Februar 2015 den Friedhof.[11]
- Katholische Kirche Saint-Georges in der Altstadt Bouquenom mit einer Orgel von Frère Pierre Delorme (1717) aus Orléans, restauriert von Jean-Georges Kœnig (1967)

## Persönlichkeiten
- Johann Martersteck (1691–1764), Bildhauer und Holzschnitzer
- Virgile Schneider (1779–1847), General, Kriegsminister 1839–1840; geboren in Sarre-Union
- Théodore Karcher (1821–1885), Journalist; geboren in Sarre-Union
- Laurent Meyer (1870–1945), deutscher Politiker (SPD)
- Georges Imbert (1884–1950), Erfinder eines Holzvergasers; gestorben in Sarre-Union
- Josef Grabler (1899–1941), deutscher Autor und Kriegsberichterstatter
- Amine Naïfi (* 1999), französisch-marokkanischer Fußballspieler